# Carnival Splendor
Carnival Splendor — единственное круизное судно класса Splendor, меньшего, модифицированного класса Concordia, находящееся в собственности компании Carnival Corporation & plc, эксплуатируемое оператором Carnival Cruise Lines и построенное в 2008 году. Имея водоизмещение 113.323 брт, на момент принятия в эксплуатацию судно было самым большим в пароходстве. Получило известность в результате случившегося в ноябре 2010 года пожара на борту.

## История судна
23 сентября 2004 г. концерн Carnival Corporation & plc и итальянская верфь Fincantieri подписали контракт на строительство пяти круизных судов, который охватывал также и постройку судна Carnival Splendor. Проект первоначально разрабатывался для компании Costa Cruises, поэтому он схож с проектами других её судов, например, Costa Concordia, Costa Serena и Costa Pacifica. Закладка киля судна под заводским номером 6135 состоялась на верфи «Fincantieri» в Sestri Ponente под Генуей 1 июня 2006 г. Трубу изготавливали в Триесте, а различные части судна — в разных местах. 3 августа 2007 г. состоялось затопление строительного дока, и судно перегнали к достроечной стенке на дооборудование. Передача собственнику состоялась в оговоренный контрактом срок, 30 июня 2008 г. в Генуе. Первый рейс состоялся 2 июля 2008 г., когда Carnival Splendor покинул строительную верфь, и судно перегнали в Дувр, где 10 июля 2008 г. состоялась церемония крещения. Крёстной матерью стала британская певица Майлин Класс.
После церемонии крещения Carnival Splendor совершил круиз по маршруту Дувр — Амстердам. За ним сразу же последовал 13-дневный круиз по Балтийскому морю. До сентября 2008 г. судно эксплуатировалось в Средиземном море. Трансатлантический переход в порт приписки Форт-Лодердейл начался 3 ноября 2008 г. В январе 2009 г. судно перевели в Лонг-Бич для осуществления оттуда круизов вдоль мексиканской ривьеры. Поскольку судно оказалось не в состоянии пройти Панамским каналом, пришлось организовать 49-дневный круиз вокруг Южной Америки. Carnival Splendor стал первым судном пароходства, осуществившим такой круиз.

## На борту
На борту расположены бары, рестораны, 4 бассейна, Spa-центр, казино, кинотеатр под открытым небом, спортивная площадка.

## Пожар в 2010
09.11.2010 (по другим данным — в 06:00 по тихоокеанскому времени 08 ноября 2010 г.) на дизель-генераторе № 5 в заднем из двух машинных отделений Carnival Splendor случился пожар. Это произошло в первые сутки круиза. Судно в этот момент находилось в 300 км от Сан-Диего и в 70 км от побережья. Пожар удалось потушить спустя 3 часа. Дизель-генератор № 5 сгорел. Кроме того, высокая температура повредила изоляцию электрических кабелей, что вывело оба машинных отделения из строя. Корабль остался без электричества без которого он потерял ход, кондиционирование воздуха, возможность приготовления горячей пищи. Водоснабжение было ограничено.
Множество судов пришло на помощь, включая авианосец USS Ronald Reagan (CVN-76), который взял на себя снабжение питанием находившихся на борту 3299 пассажиров и 1167 членов экипажа. Использовался также корабль береговой охраны США Morgentau для доставки провизии, а затем Carnival Splendor при помощи 6 буксиров, в том числе Millenium Dawn и Ernest Campbell, за трое суток был доставлен 12 ноября 2010 г. в порт Сан-Диего, штат Калифорния. Средняя скорость составила 4 узла.
Владельцы корабля оплачивали пассажирам возвращение домой, включая авиабилеты и гостиницы, возвращали деньги за круиз и предложили бесплатный круиз. Корабль временно отремонтировали в Сан-Диего, однако переместить его на ближайшую верфь в Сан-Диего для полноценного ремонта было невозможно, так как он не мог из-за своей большой высоты пройти под мостом Коронадо. Ближайшей верфью пригодной для ремонта корабля оказалась верфь BAE Systems в Сан-Франциско, куда он перешёл собственным ходом со скоростью 1 узел. Стотонный дизель-генератор был доставлен из Европы. Убытки от пожара составили 65 миллионов долларов США, включая расходы на ремонт, выплаты пассажирам и потери дохода, вызванные простоем судна.